# Aad Donker
Adriaan Donker (Virum in Denemarken, 15 mei 1967 - Leiden, 1 november 1998) was een Nederlands kunstschilder. 

## Levensloop
Aad, die geboren werd in Denemarken, werd ter wereld gebracht door verloskundige mademoiselle Gauguin. Zij was een kleindochter van Paul Gauguin, die later een belangrijke inspiratiebron werd voor hem. Evenals zijn oudere broers Gijs (1964) en Just (1966) tekende hij al van jongs af aan.
Zijn opleiding volgde Aad aan de kunstacademie te Johannesburg in Zuid-Afrika, waar hij les kreeg van Bill Ainsley. Bill was een jeugdvriend van Nelson Mandela die Aad in 1987 zijn eerste tentoonstelling bezorgde.
Aad werd begin jaren negentig bekend als lid van de groep After Nature, waarvan hij deel uitmaakte van 1989 tot het uiteenvallen in 1995. Andere leden van de groep waren Peter Klashorst, Jurriaan van Hall, Bart Domburg en Ernst Voss. De eerste tentoonstelling van After Nature met Donker vond plaats in 1990 in de Seasons Galerie in Den Haag. In de jaren daarna bezochten de leden van deze groep een aantal keren de Verenigde Staten om deel te nemen aan tentoonstellingen en schilderperformances.
Met zijn eveneens schilderende broers Gijs Donker (1964) en Justus Donker (1966), die ook lid waren van After Nature, werd hij bekend als een van 'de gebroeders Donker' of 'de Donkerbroers'. Op 31-jarige leeftijd pleegde Aad Donker zelfmoord. Na het overlijden van Aad ging zijn oudste broer Gijs door op de lijn waar Aad en hij waren begonnen. Gijs ging namelijk terug naar Afrika om de Massai en de levende natuur aldaar te schilderen. 
Aad had zijn  atelier aan het Leidse Rapenburg alwaar hij figuurvoorstellingen, naaktfiguren, stillevens en stadsgezichten schilderde.
In 2022 verscheen de biografie Aad Donker & After Nature, geschreven door Menno Voskuil.

## Trivia
- Aad Donker is de jongste zoon van de Rotterdamse uitgever Willem Donker.[6]